# Gabriela Hermannová

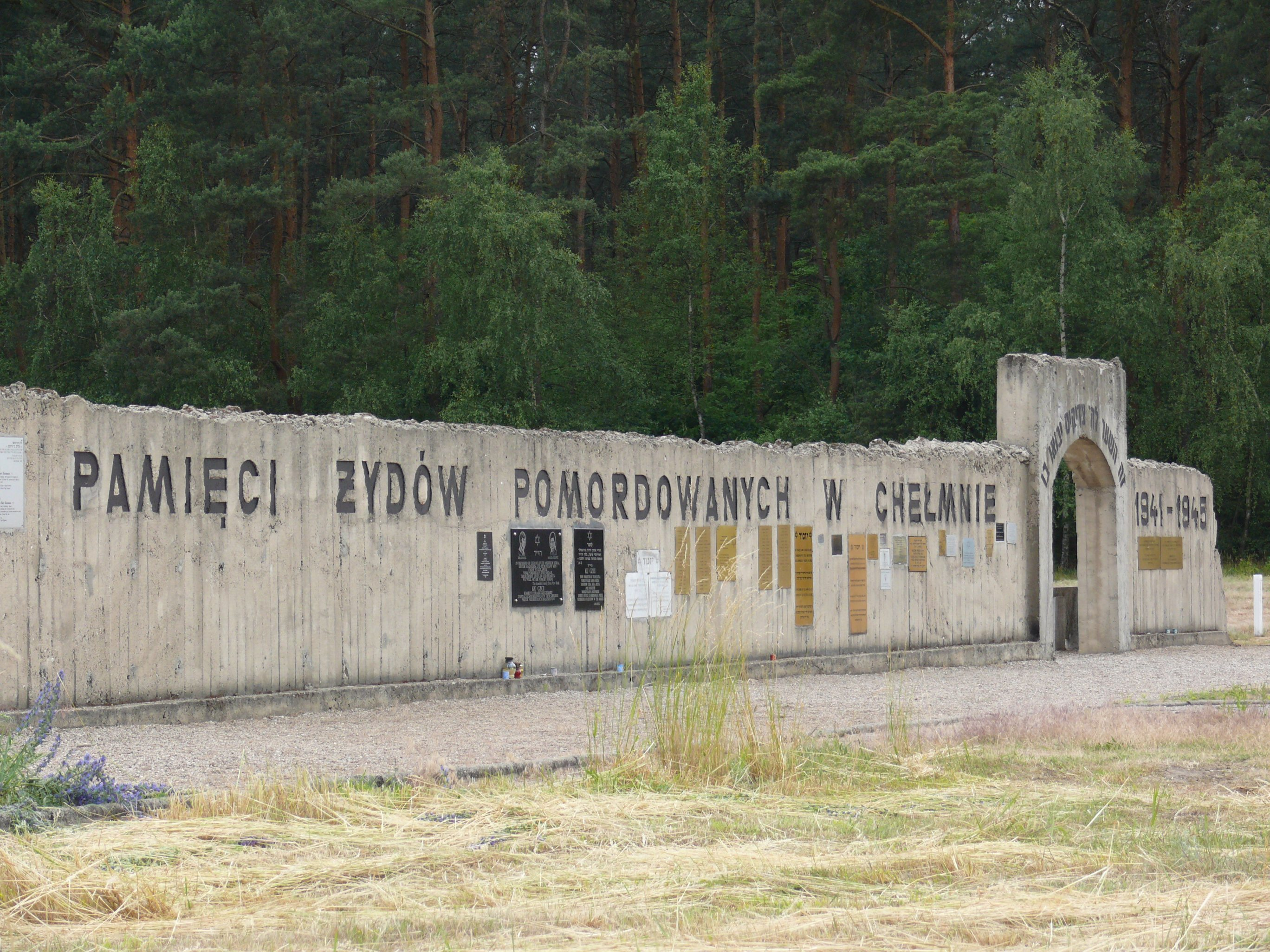
„Zeď paměti“ ve vyhlazovacím táboře Kulmhof u vesničky Chełmno nad Nerem (německy Kulmhof an der Nehr) asi 70 km od Lodže (2008)

Gabriela Kafka (domácky „Elli“), provdaná Hermann (22. září 1889 Praha – 10. září 1942 Chełmno), byla nejstarší sestrou Franze Kafky.

## Život
Gabriela se narodila 22. září 1889 v Praze v rodině velkoobchodníka s galanterií Hermanna Kafky (1852–1931) a Julie rozené Löwy (1855–1934). Měla tři sourozence: Franze, Valerii Pollak a Otilii David. Navštěvovala německou dívčí školu v pražské Řeznické ulici, později pak soukromou vyšší dívčí školu (soukromý vzdělávací institut pro dívky).
Dne 27. listopadu 1910 se provdala za obchodního agenta Karla Hermanna (1883–1939), s ním měla tři děti: Felixe (1911–1940), Gertrude („Gerti“) Kaufmann (1912–1972) a Hannu Seidner (1920–1941).
V dopise Maxi Brodovi ze srpna 1947 uvádí dcera Gerti Kaufmann, že Franz Kafka byl svými sestrami vnímán jako „druh vyšší bytosti“. Elli si podle všeho vytvořila bližší vztah se svým bratrem Franzem až po své svatbě s Karlem Hermannem. Na jaře roku 1915 ji Kafka doprovázel na návštěvě u jejího manžela v Maďarsku. V roce 1923 (rok před svojí smrtí) strávil Franz Kafka letní prázdniny s Elli a jejími dětmi u jezera Müritz asi 115 km jižně od pobřeží Baltského moře. Franz Kafka se aktivně podílel na výchově a vývoji Gabrieliných dětí, jak to potvrzuje několik Kafkových dopisů adresovaných Elli. Kafkova sestra Elli se však nedržela jeho naléhavých rad, aby její děti byly vzdělávány na reformované pedagogické škole v Hellerau.
Když v roce 1929 vypukla velká světová hospodářská krize, dostala se rodina Hermannů do finančních potíží. Úpadek rodinného podniku a smrt jejího manžela Karla Hermanna dne 27. února 1939 znamenala, že Gabriela Hermann byla do značné míry závislá na podpoře svých sester.
Dne 21. října 1941 byla spolu se svojí dcerou Hannou deportována transportem B, číslo 52 z Prahy do židovského ghetta v Lodži, kde na jaře roku 1942 dočasně žila se svou sestrou Valli Pollak a jejím manželem Josefem Pollakem. Gabriela Hermann byla pravděpodobně zavražděna ve vyhlazovacím táboře Chełmno (Kulmhof) na podzim roku 1942. Další její příbuzní včetně jejích sester Valli a Ottly byli též oběťmi holokaustu. Z Gabrieliných tří dětí přežila druhou světovou válku pouze její dcera Gerti (Gertruda).

### Nový židovský hřbitov
Franz Kafka je pohřben v rodinné hrobce na Novém židovském hřbitově na pražském Žižkově (Izraelská 1). Je tam pohřben i jeho otec a matka. Jeho tři sestry, které zahynuly v nacistických koncentračních táborech na území okupovaného Polska, tam mají pamětní desku. Na ní je napsán následující text:
NA PAMĚŤ SESTER VÝZNAMNÉHO PRAŽSKÉHO 
 ŽIDOVSKÉHO SPISOVATELE, FRANZE KAFKY 
 ZAHYNULÝCH ZA NACISTICKÉ OKUPACE 
 V LÉTECH 1942–1943 

 GABRIELA HERRMANNOVÁ NAR. 22.9.1889 
 VALERIE POLLÁKOVÁ NAR. 25.9.1890 
 OTILIE DAVIDOVÁ NAR. 29.10.1892

## Galerie

Rodina Kafkova
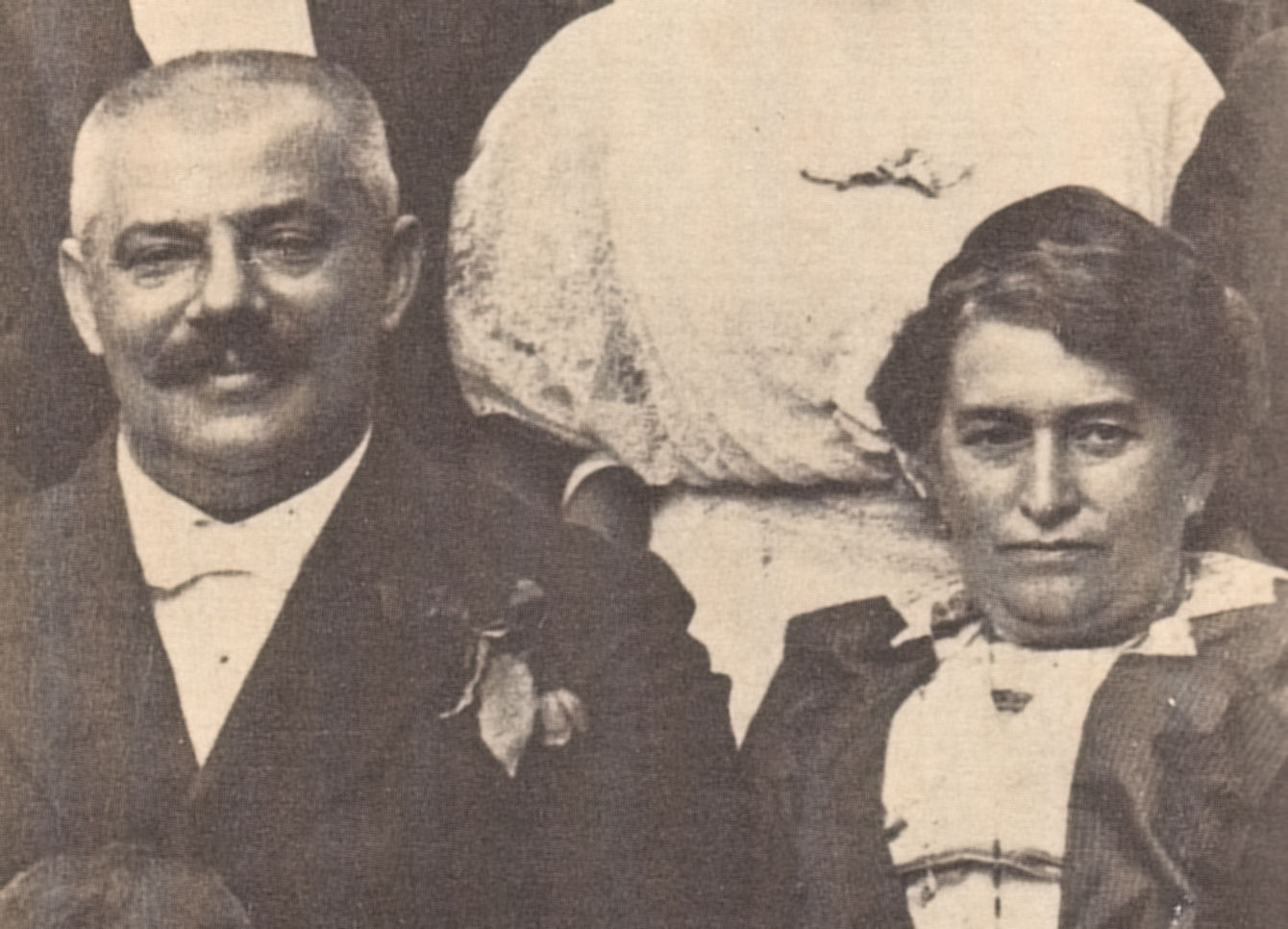
Rodiče Gabriely (kolem roku 1913): Hermann Kafka a Julie Kafka
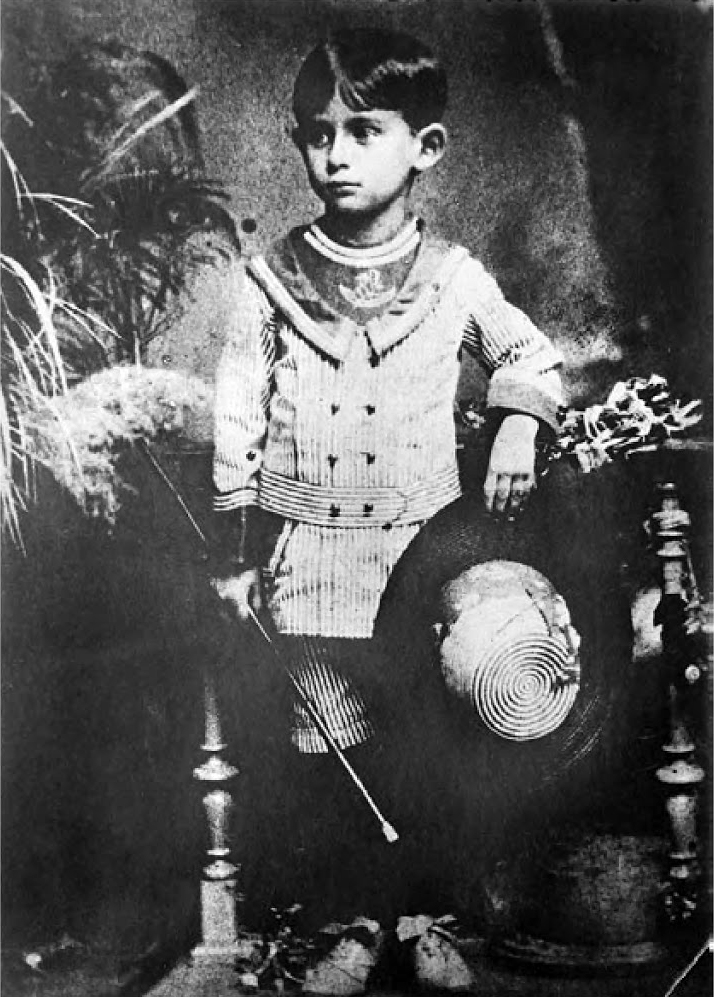
Bratr Gabriely: Franz Kafka (kolem roku 1888)
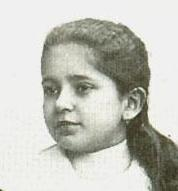
Gabriele Kafka („Ellie“) (kolem roku 1898)
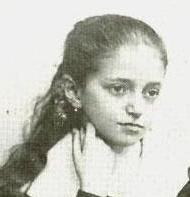
Sestra Gabriely: Valerie Kafka („Valli“) (kolem roku 1898)
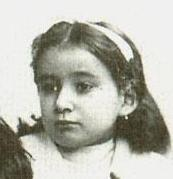
Sestra Gabriely: Ottilie Kafka („Ottla“) (kolem roku 1898)
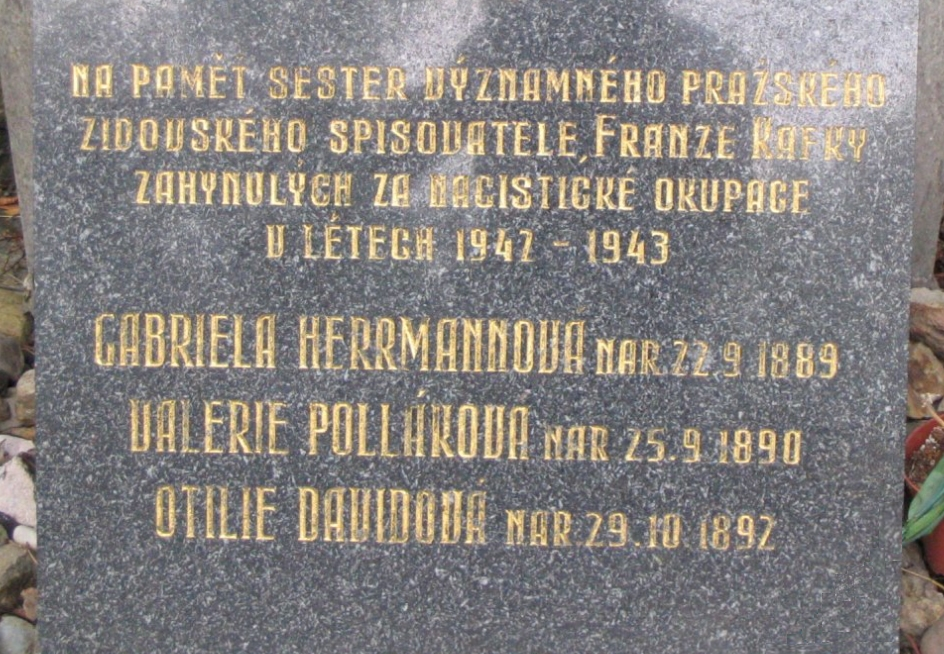
Pamětní deska tří Kafkových sester na Novém židovském hřbitově v Praze